# Pilot Talk
Pilot Talk è il terzo album del rapper statunitense Curren$y, pubblicato nel 2010 dall'etichetta di Damon Dash DD172.
Inizialmente doveva essere prodotto dalla Roc-A-Fella Records di Damon Dash e distribuito dalla Def Jam Recordings, solo in seguito è stato annunciato che la pubblicazione e la distribuzione sarebbe stata attraverso la divisione BluRoc Records dell'etichetta di Damon Dash DD172. Programmato per essere pubblicato il 23 marzo 2010, in seguito al contratto con la Def Jam l'album è distribuito in data 15 giugno 2010, per poi essere respinto ed essere definitivamente distribuito il 13 luglio successivo. Prodotto interamente da Ski Beatz (eccetto che per le canzoni Prioritize e Roasted), l'album presenta anche il brano Breakfast, remix di Ski di una traccia prodotta inizialmente da Mos Def. Sono stati prodotti diversi video musicali per l'album, presenti sul sito CreativeControl.tv.
Vende solo 10 764 copie nella sua prima settimana, debuttando alla posizione numero 39 nella Billboard 200. Complessivamente, vende oltre 33 000 copie negli Stati Uniti.
| Recensione    | Giudizio |
| ------------- | -------- |
| AllMusic      | [ 1 ]    |
| Spin          | [ 11 ]   |
| Pitchfork     | [ 12 ]   |
| URB           | [ 13 ]   |
| AllHipHop.com | [ 14 ]   |
| HipHopDX      | [ 15 ]   |
| PopMatters    | [ 16 ]   |

## Tracce
Musiche di Basso: Brady Watt (tracce 1-2, 4-5, 7-9, 11-13). Chitarra: John Cave (tracce 1, 5, 7), Sean O'Connell (traccia 4). Tastiere: Basil Wajdowicz (tracce 1 e 11). Tromba: Josiah Woodson (tracce 5 e 11). Trombone: Alex Asher (traccia 11). Tastiere musicali: Matt Beilis (traccia 8), Mike Levy (traccia 13).
1. Example – 2:00 (musica: Ski Beatz)
2. Audio Dope II – 4:10 (musica: Ski Beatz)
3. King Kong – 3:00 (musica: Ski Beatz)
4. Seat Change (featuring Snoop Dogg) – 3:51 (musica: Ski Beatz)
5. Breakfast – 2:49 (musica: Mos Def, Ski Beatz)
6. Roasted (featuring Trademark Da Skydiver & Young Roddy) – 4:25 (musica: Monsta Beatz)
7. Skybourne (featuring Big K.R.I.T. & Smoke DZA) – 4:16 (musica: Ski Beatz)
8. The Hangover (featuring Sir Michael Rocks) – 3:23 (musica: Ski Beatz)
9. The Day (featuring Jay Electronica & Mos Def) – 3:24 (musica: Ski Beatz)
10. Prioritize (featuring Nesby Phips) – 3:13 (musica: Nesby Phips)
11. Chilled Coughphee (featuring Devin the Dude) – 2:08 (musica: Ski Beatz)
12. Address (featuring Stalley) – 3:06 (musica: Ski Beatz)
13. Life Under the Scope – 3:04 (musica: Ski Beatz & Michael Sterling Eaton)

## Classifiche
| Classifica (2010)         | Posizione massima |
| ------------------------- | ----------------- |
| Stati Uniti               | 39                |
| US Digital Albums         | 16                |
| US Tastemaker Albums      | 17                |
| US Top Rap Albums         | 6                 |
| US Top R&B/Hip-Hop Albums | 9                 |